# Seokseong-myeon
Seokseong-myeon (koreanska: 석성면) är en socken i kommunen Buyeo-gun i provinsen Södra Chungcheong i Sydkorea, 150 km söder om huvudstaden Seoul.